# Lawton, Oklahoma
Lawton, Oklahoma là một thành phố là quận lỵ quận Comanche tại tiểu bang Oklahoma, Hoa Kỳ. Thành phố có diện tích km2, dân số theo điều tra dân số năm 2010 của Cục điều tra dân số Hoa Kỳ, thành phố có dân số 96.867 người, là thành phố lớn thứ 5 ở tiểu bang.
Nằm ở khu vực tây nam Oklahoma khoảng 80 dặm (130 km) về phía tây nam thành phố Oklahoma., Nó là thành phố chính của Khu vực thống kê đô thị Oklahoma Lawton.
Được xây dựng trên vùng đất để đành trước đây Kiowa, Comanche, và Apache người Anh Điêng, Lawton được thành lập ngày 06 Tháng Tám năm 1901 và được đặt tên theo Thiếu tướng Henry Ware Lawton, một huy chương cuộc nội chiến của người nhận danh dự người đã bị giết trong hành động trong Chiến tranh Philippines-Mỹ. Lawton của cảnh quan là điển hình của Great Plains với địa hình bằng phẳng và ngọn đồi nhấp nhô, trong khi khu vực phía bắc của thành phố được đánh dấu bởi dãy núi Wichita.
Vị trí thành phố gần Fort Sill Military Reservation tạo cho Lawton có dân số và kinh tế ổn định trong vùng suốt thế kỷ 20. Dù kinh tế Lawton vẫn phụ thuộc phần lớn vào Fort Sill, thành phố đã có các ngành khách như chế tạo, giáo dục trên trung học, y tế và bán lẻ.